# Eupithecia insignifica
Eupithecia insignifica là một loài bướm đêm trong họ Geometridae.